# 梁智仁 (射击运动员)
梁智仁（韩语： Yang Ji-in，2003年5月20日—），韩国女子射击运动员，2022年亞洲運動會女子25米手枪和女子25米手枪团体铜牌得主、2024年夏季奥林匹克运动会女子25米手枪金牌得主。